# Mjösjön (Säbrå socken, Ångermanland)
Mjösjön är en sjö i Härnösands kommun i Ångermanland och ingår i Ångermanälven-Gådeåns kustområde. Sjön har en area på 0,235 kvadratkilometer och ligger 116,3 meter över havet. Sjön avvattnas av vattendraget Mjösjöbäcken.

## Delavrinningsområde
Mjösjön ingår i det delavrinningsområde (695129-160031) som SMHI kallar för Utloppet av Mjösjön. Medelhöjden är 139 meter över havet och ytan är 1,99 kvadratkilometer. Räknas de 2 avrinningsområdena uppströms in blir den ackumulerade arean 7,14 kvadratkilometer. Mjösjöbäcken som avvattnar avrinningsområdet har biflödesordning 2, vilket innebär att vattnet flödar genom totalt 2 vattendrag innan det når havet efter 4,7 kilometer. Avrinningsområdet består mestadels av skog (83 procent). Avrinningsområdet har 0,23 kvadratkilometer vattenytor vilket ger det en sjöprocent på 11,6 procent.